# Alicia Bárcena
Alicia Isabel Adriana Bárcena Ibarra (5 maart 1952) is een Mexicaans biologe en diplomaat. Ze is Minister van Milieu en Natuurlijke Hulpbronnen in het kabinet-Sheinbaum. Van juni 2023 tot september 2024 was Bárcena Minister van Buitenlandse Zaken van Mexico in de regering van López Obrador. Voor die tijd bekleedde zij diverse topfuncties in het Secretariaat van de Verenigde Naties.

## Opleiding en politieke carrière in Mexico
Bárcena studeerde biologie aan de Nationale Autonome Universiteit van Mexico (UNAM) en bestuurskunde aan de Kennedy School of Government van de Harvard-universiteit.
Zij was in de regering van Miguel de la Madrid onderminister van milieu. Tussen 1988 en 1990, in het begin van de regering van Carlos Salinas, was Bárcena voorzitster van het Nationaal Instituut voor de Visserij. Ook was ze lid van de Club van Rome.

## Functionaris van de Verenigde Naties
Bárcena begon haar carrière bij de VN-conferentie inzake Milieu en Ontwikkeling. Daarna werkte ze bij het VN-Milieuprogramma. Ze kwam eind jaren 1990 bij de Economische Commissie voor Latijns-Amerika en het Caribisch Gebied als Directeur van de Divisie voor Duurzame Ontwikkeling.
In 2006 benoemde Kofi Annan haar als zijn chef de cabinet. Van 2007 tot 2008 was zij Onder-Secretaris-Generaal voor Management bij de Verenigde Naties, en van juli 2008 tot april 2022 was zij uitvoerend secretaris van de Economische Commissie voor Latijns-Amerika en de Caraïben (ECLAC/CEPAL).

## Minister in Mexico
Na haar periode bij de Verenigde Naties werd Bárcena in 2022 ambassadeur van Mexico in Chili. In juni 2023 volgde zij Marcelo Ebrard op als Minister van Buitenlandse Zaken van Mexico. Op 1 oktober 2024 trad Bárcena aan als Minister van Milieu en Natuurlijke Hulpbronnen in het kabinet-Sheinbaum.
- Biblioteca Nacional de España: XX1567352
- Bibliothèque nationale de France: cb165854642 (data)
- Gemeinsame Normdatei: 171397592
- International Standard Name Identifier: 0000 0000 4994 8434
- Library of Congress Control Number: nr2001039855
- Nationale Bibliotheek van Israël: 987007314749105171
- Système universitaire de documentation: 103205896
- Virtual International Authority File: 68861084
- WorldCat: E39PBJdGH9x4Q3jDjgKqC3p773